# Koninkrijk van God
Het koninkrijk van God (in het Evangelie volgens Matteüs ook wel koninkrijk der hemelen genoemd) is een belangrijk concept in zowel het jodendom als in het christendom. Het verwijst naar de controle of de soevereiniteit van God over alle dingen, in tegenstelling tot die van aardse machthebbers.

## In het jodendom
Naar het koninkrijk van God wordt vaak verwezen in de Tenach (zie bijvoorbeeld Daniël 4:3). Het is gebonden aan de joodse overtuiging dat God tussenbeide zal komen om het koninkrijk van Israël te herstellen. De term is in het Jodendom sterk verwant aan begrippen als Paradijs, Gan Eden (de Hof/Tuin van Eden) en Olam Haba (de Komende Wereld).

## In het christendom
Het idee van het koninkrijk van God wordt het duidelijkst gevonden in het Nieuwe Testament en dan vooral in de zogeheten synoptische evangeliën.
Matteüs gebruikt gewoonlijk de term "hemels koninkrijk" terwijl Lucas het begrip "koninkrijk van God" gebruikt. De reden hiervoor is dat het Matteüsevangelie in eerste instantie werd gericht aan een specifiek joods publiek dat het directe gebruik van de naam van God zou vermijden. Lucas richtte zijn evangelie aan een algemener, dat wil zeggen niet-specifiek joods publiek dat met de term "hemels koninkrijk" onbekend zou zijn.
Sommigen geloven dat het "hemels koninkrijk" naar het millennistische koninkrijk van God verwijst, terwijl het "koninkrijk van God" naar een algemeen machtsbegrip verwijst. Nochtans geloven de meesten dat er geen basis voor een dusdanig onderscheid is.
Historicus H.G. Wells schreef (A Short History of the World, 1922):
„Deze doctrine van het hemels koninkrijk, dat het belangrijkste onderwijs van Jezus was en dat zo een kleine rol in de christelijke credo's speelt, is zeker een van de meest revolutionaire doctrines die ooit menselijke gedachte heeft gestuurd.“
Het christelijke begrip van het koninkrijk van God omvat verscheidene ideeën.
In de moderne theologie wordt het begrip Koninkrijk van God (ook wel vertaald als "Heerschappij van God"), als primair gezien en de versie van Mattheüs ("Koninkrijk der Hemelen") als secundair. Bij de eerste versie is een eventueel verband met een proto-christelijk mystiek verstaan van het begrip nog mogelijk, terwijl bij de versie "Koninkrijk der Hemelen" duidelijk is dat het begrip reeds meer "naar buiten geprojecteerd" is.

### Aanwezigheidsaspect
De evangeliën beschrijven dat Jezus het Koninkrijk afkondigde als iets dat op het punt stond momenteel te gebeuren, en niet slechts toekomstige werkelijkheid was (zie Markus 1:15). De verhalen over Jezus die zieken genas, demonen verdreef, een nieuwe levensethiek onderwees werden geïnterpreteerd als een demonstratie van dat Koninkrijk.
Het koninkrijk van God verwijst ook naar de veranderde staat van ziel of gedachte binnen het christendom (zie Lucas 17:20 - 21). In charismatische kringen wordt het Koninkrijk letterlijk aanwezig geacht als de heilige Geest bezig is met bijvoorbeeld genezingswerk.
In rooms-katholieke theologie kan het koninkrijk van God ook naar de Kerk verwijzen. Protestanten echter geloven dat de Kerk het instrument is waardoor het Koninkrijk wordt getoond, maar niet synoniem met het Koninkrijk zelf is.

### Toekomstig aspect
De huidige vervulling van het Koninkrijk werd door Jezus gezien als voorlopige voorsmaak van een grotere, toekomstige werkelijkheid.
Het toekomstige aspect van het Koninkrijk is het geloof in een toekomstige post-apocalyptische toepassing van theocratische macht van God.